# (3600) Archimedes
(3600) Archimedes (1978 SL7) – planetoida z pasa głównego asteroid okrążająca Słońce w ciągu 4,11 lat w średniej odległości 2,56 au Odkryła ją Ludmiła Żurawlowa 26 września 1978 roku.